# Кириази, Севасти
Севасти Кириази (алб. Sevasti Qiriazi, или Sevasti Qiriazi-Dako; 1871—1949) — албанская патриотка, пионер женского образования.

## Биография
Родилась в 1871 году в городе Манастир Османской империи, ныне город Битола Македонии, в семье Кириази, где было два брата и две сестры.

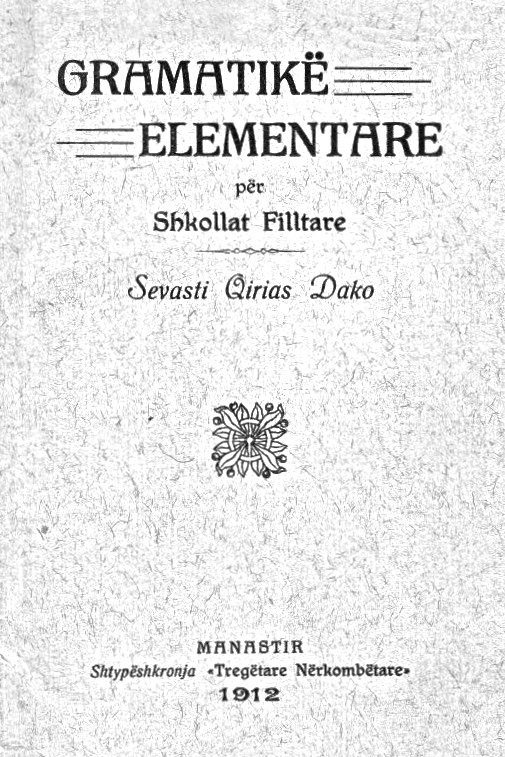
Начальная грамматика Севасти Кириази — Дако для начальных школ, 1912.

Албанский писатель и публицист Наим Фрашери предложил Севасти учиться в Robert College в Константинополе, чтобы в дальнейшем заниматься образованием и воспитанием албанских женщин. Она стала первой албанской женщиной, обучавшейся в американском протестантском колледже, который окончила в июне 1891 года. Приехав в город Корча, 15 октября 1891 года она открыла здесь первую албанскую школу, где ей помогали брат Герасим и сестра Параскеви. Севасти участвовала в Манастирском конгрессе (алб. Kongresi i Manastirit), где обсуждались вопросы стандартизации албанского алфавита. Оказывала помощь в подготовке и публикации учебников по грамматике для начальной школы, редактировала учебник по истории. Эта школа была известна под именем семьи Кириази ещё долго после Первой мировой войны.
С началом Первой мировой войны, Кириази вместе с мужем Кристо Дако — журналистом, писателем и политиком, и сестрой переехала в Румынию, а оттуда они эмигрировали в США. Здесь Параскеви работала в газете, а Крсто Дако открыл первые албанские школы в Америке. В начале 1920-х годов всё семейство вернулось в Албанию, где Севасти стала одним из основателей и директором женского института в Тиране, названного «Kyrias», а также школы в городе Kamëz (вместе с мужем и сестрой). Во время Второй мировой войны за свои антифашистские взгляды Севасти и Параскеви были схвачены и помещены в концлагерь Баница около Белграда, после войны были освобождены и вернулись в Тирану. Из-за связей Кристо Дако с албанским королём Зогу, он и семья, включая сыновей и невестку, подверглись репрессиям и были заключены в тюрьму. После переживаний и инсульта, последовавшего после смерти сына, Севасти Кириази умерла 30 августа 1949 года в Тиране.

## Память
- Сёстры Кириази считаются «Матерями албанского образования».[2] Многие учебные заведения в албанских населенных пунктах носят их имена, в частности, школа в городе Корча.[3]
- Албано-американская организация женщин в Нью-Йорке носит имя сестёр Кириази.